# Відкритий чемпіонат Австралії з тенісу 1993
Відкритий чемпіонат Австралії з тенісу 1993 — тенісний турнір, що проходив між 18 січня та 31 січня 1993 року на кортах Мельбурн-Парку в Мельбурні, Австралія. Це 82-й чемпіонат Австралії з тенісу і перший турнір Великого шолома в 1993 році. Турнір входив до програм ATP та WTA турів.

## Огляд подій та досягнень
В одиночному розряді серед чоловіків Джим Кур'є зберіг за собою титул чемпіона Австралії. Цей титул став для нього останнім (четвертим) титулом Великого шолома. 
Зберегла за собою титул австралійської чемпіонки й Моніка Селеш, для якої ця перемога була третьою в Австралії й восьмим титулом Великого шолома.
Дані Віссер переміг у парних змаганнях серед чоловіків вдруге в Австралії та втретє на турнірах Великого шолома. Для його партнера Лорі Вордера цей титул Великого шолома залишився єдиним. 
Джиджі Фернандес та Наташа Звєрєва виграли чемпіонат Австралії вперше, але для кожної з них це був уже 7-й виграний мейджор.

## Результати фінальних матчів

### Дорослі
| Одиночний розряд. Чоловіки          |                               |                    |
| Джим Кур'є                          | Стефан Едберг                 | 6–2, 6–1, 2–6, 7–5 |
|                                     |                               |                    |
| Одиночний розряд. Жінки             |                               |                    |
| Моніка Селеш                        | Штеффі Граф                   | 4–6, 6–3, 6–2      |
|                                     |                               |                    |
| Парний розряд. Чоловіки             |                               |                    |
| Дані Віссер Лорі Вордер             | Джон Фіцджеральд Андерс Яррід | 6–4, 6–3, 6–4      |
|                                     |                               |                    |
| Парний розряд. Жінки                |                               |                    |
| Джиджі Фернандес Наташа Звєрєва     | Пем Шрайвер Елізабет Смайлі   | 6–4, 6–3           |
|                                     |                               |                    |
| Мікст                               |                               |                    |
| Аранча Санчес Вікаріо Тодд Вудбрідж | Зіна Гаррісон-Джексон Рік Ліч | 7–5, 6–42          |
|                                     |                               |                    |

### Юніори
| Одиночний розряд. Хлопці      |                              |               |
| Джеймс Бейлі                  | Стівен Даунс                 | 6–3, 6–2      |
|                               |                              |               |
| Одиночний розряд. Дівчата     |                              |               |
| Гайке Руш                     | Андреа Гласс                 | 6–1, 6–2      |
|                               |                              |               |
| Парний розряд. Хлопці         |                              |               |
| Ларс Реманн Христіан Тамбуе   | Скотт Гамфріз Джиммі Джексон | 6–7, 7–5, 6–2 |
|                               |                              |               |
| Парний розряд. Дівчата        |                              |               |
| Йоана Манта Людміла Ріхтерова | Оса Карлссон Кетеліна Кристя | 6–3, 6–2      |
|                               |                              |               |